# Нијансе плаве
Нијансе плаве (енгл. Shades of Blue) је америчка криминалистичко-драмска телевизијска серија аутора Ади Хесака за NBC. Премијера серије била је 7. јануара 2016. године. Серија је постављена у Њујорку и главну улогу тумачи Џенифер Лопез као Харли Сантоз, самохрана мајка и детективка која је принуђена да ради за ФБИ антикорупцијским задацима, док се бори са сопственим финансијским и породичним проблемима.
У марту 2017. године, серија је обнобљена за трећу сезону. NBC је касније у априлу 2018. године најавио да ће она бити последња сезона и да ће се састојати од 10 епизода. Премијера треће и финалне сезоне била је 17. јуна 2018. године и финале серије је емитовано 19. августа 2018. године.
У Србији се емитовала од 4. октобра 2016. до 6. новембра 2018. године на каналу Fox Crime, титлована на српски језик. Титлове је радио студио Mediatranslations.

## Радња
Харли Сантоз, мајка и полицајка у Њујорку, мора да ради са антикорупцијском службом ФБИ, борећи се са сопственим финансијским проблемима.

## Епизоде
| Сезона | Сезона | Епизоде | Епизоде | Оригинално емитовање | Оригинално емитовање |
| Сезона | Сезона | Епизоде | Епизоде | Премијера            | Финале               |
| ------ | ------ | ------- | ------- | -------------------- | -------------------- |
|        | 1.     | 13      | 13      | 7. јануар 2016.      | 31. март 2016.       |
|        | 2.     | 13      | 13      | 5. март 2017.        | 21. мај 2017.        |
|        | 3.     | 10      | 10      | 17. јун 2018.        | 19. август 2018.     |